# Día Internacional de los Arganes
El Día Internacional de los Arganes es una fecha que se conmemora anualmente el 10 de mayo desde 2021, fue establecida ese mismo año por la Asamblea General de las Naciones Unidas (AGNU).

## Proclamación
El 3 de marzo de 2021, la Asamblea General de las Naciones Unidas proclamó el Día Internacional de los Arganes. La iniciativa, presentada por Marruecos y copatrocinada por 113 Estados miembros, fue adoptada por consenso con el fin de reconocer la importancia del árbol del argán en el desarrollo sostenible y la conservación del patrimonio cultural y natural.

## Celebración
Este día se celebra cada 10 de mayo, una fecha designada por la AGNU y elegida para resaltar la importancia del árbol de argán con la intención de promocionar el desarrollo sostenible y destacar su papel en el patrimonio cultural y natural de Marruecos. La primera vez que se celebró este día fue el 10 de mayo de 2021, y desde entonces, sirve como un momento para concienciar sobre los múltiples beneficios y usos del argán, así como para impulsar iniciativas de protección de su hábitat natural en la reserva de Arganeraie, destacada por la UNESCO.